# Szabácsy István
Szabácsy István (Simonmajor, 1926. szeptember 1. – Budapest, 1988. november 30.) magyar lovas, díjugrató, olimpikon és mesteredző.  Az 1972. évi nyári olimpiai játékok résztvevője.

## Pályafutása
1926-ban született Fácánkerten. Díjugratásban magyar bajnokságot nyert 1969-ben. Csapatversenyben többszörös (1961, 1962, 1965 díjugratás) magyar bajnok a Budapesti MEDOSZ és a Budapesti Lovas Klub színeiben. 1962-ig a Budapesti MEDOSZ, 1963-tól 1972-ig a Budapesti Lovas Klub versenyzője. 
Az 1972-es müncheni olimpián a háromnapos lovastusa verseny egyéniben Adonisz nevű lován 153,13-as teljesítménnyel a 38. helyen végzett. A csapatverseny során a csapat (Horváth József, Krizsán János, Varró József és ő) a kizárások miatt nem került rangsorolásra, így helyezetlenül végzett. 45 évesen ő volt a magyar csapat legidősebb versenyzője Münchenben. 
Sportvezetőként 1976-tól 1988-ig a Nemzetközi Öttusa és Biatlon Szövetség (UIPMB) technikai bizottságának tagja, 1976-tól 1988-ig a magyar öttusa válogatott lovas edzője, az Öttusa Istálló (többek között a Budapesti Honvéd SE és a Csepel SC öttusázóinak) lovas edzője volt. 1984-ben mesteredzői címet kapott. 1988-ban hunyt el és Fácánkertben családi sírboltban helyezték örök nyugalomra. 

## Emlékezete
Posztumusz kitüntette a Magyar Öttusa Szövetség A magyar öttusáért plakettjével. 1991 óta a Budapesti Lovas Klub a hagyományos Széchényi Emlékversenyen egy versenyszámmal emlékezik rá. 20143. augusztus 19-én felavatták emlékének adózva Fácánkerten a Szabácsy István Sport és Szabadidő Parkot és bejáratánál egy terméskőre elhelyezve a kapcsolódó emléktáblát. 